# Marrone di San Zeno
Marrone di San Zeno (DOP) è un prodotto ortofrutticolo italiano a Denominazione di origine protetta.

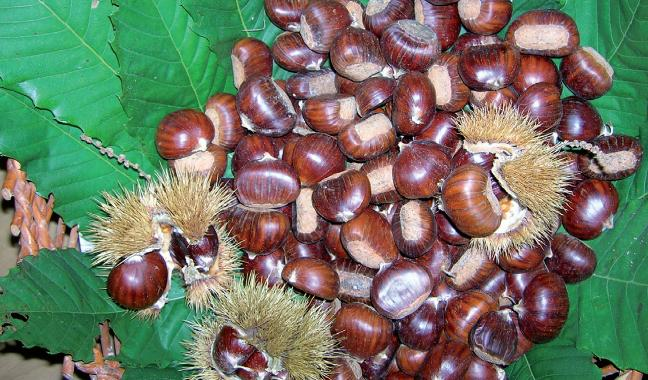
Marrone di San Zeno

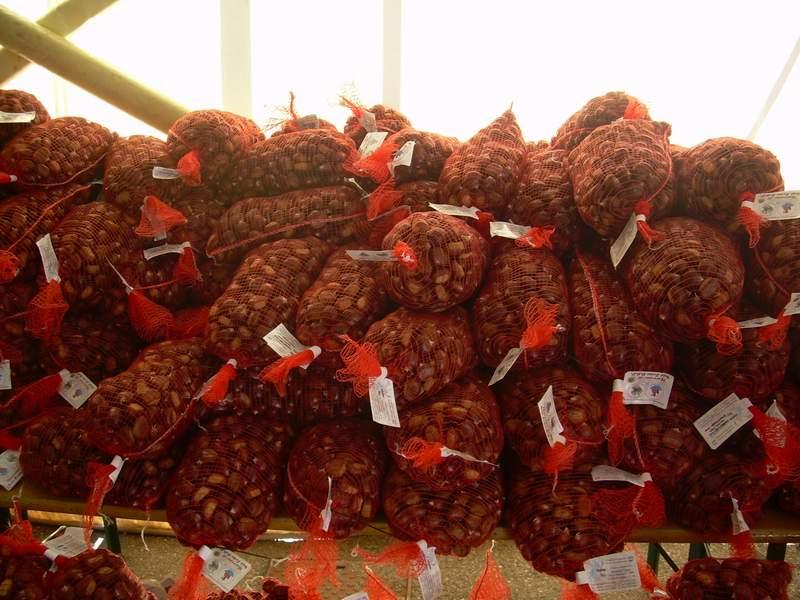
Come si presenta il marrone di San Zeno

## Il prodotto
Il marrone di San Zeno (San Zeno di Montagna) si presenta di forma ellissoidale con apice poco rilevato e facce laterali in prevalenza convesse. Il pericarpo è sottile, lucido e di colore marrone chiaro con striature più scure. La colorazione del seme tende al giallo paglierino, è lievemente corrugato, pastoso e di gusto dolce. La pezzatura è variabile.

## Caratteristiche del prodotto e peculiarità distintive
Il frutto appartiene alla specie "Castanea Sativa Mill", riconducibile alla varietà "marrone".
I frutti devono presentare le seguenti caratteristiche:
- numero di frutti per riccio non superiore a 3;
- pezzatura variabile, ma con un numero di frutti per kg non superiore a 120 e non inferiore a 50;
- forma ellissoidale, con apice poco rilevato, facce laterali in prevalenza convesse, ma caratterizzate da diverso grado di convessità, cicatrice ilare simile ad un cerchio schiacciato tendente al rettangolo che non deborda sulle facce laterali, di colore più chiaro del pericarpo;
- pericarpo sottile, lucido, di colore marrone chiaro con striature più scure, evidenziate in senso mediano;
- episperma (pellicola) sottile lievemente penetrante nel seme, che si stacca con facilità alla pelatura;
- seme di colore tendente al giallo paglierino, lievemente corrugato, pastoso e di gusto dolce.

Al momento dell'immissione al consumo i frutti, oltre a presentare le caratteristiche di forma ed aspetto sopra specificate, devono essere interi, sani, puliti ed asciutti.
Il marrone, ricco di amido, buon apportatore di calorie e di proteine, sali minerali e vitamine, è estremamente nutriente ed energetico, sano e facilmente digeribile
Sia la digeribilità che l'apporto calorico variano a seconda dello stato e del tipo di cottura. A "crudo" la digeribilità è piuttosto scarsa mentre l'apporto calorico si assesta intorno alle 150 calorie per etto. La bollitura ne aumenta la digeribilità e riduce l'apporto calorico a circa 150 calorie per etto, mentre l'arrostitura lo riporta intorno alle 200 calorie per etto.

## Zona di produzione
La zona di produzione e trasformazione del Marrone di San Zeno è situata nel territorio del Monte Baldo, compreso tra il Lago di Garda e la Vallagarina. Include parti dei seguenti comuni: Brentino Belluno, Brenzone, Caprino Veronese, Costermano, Ferrara di Monte Baldo e San Zeno di Montagna, tutti compresi nella zona omogenea dell'unione montana del Baldo-Garda.
I frutti che possono utilizzare la DOP Marrone di San Zeno provengono solo dalla tradizionale varietà locale Marrone che si è selezionata nella zona di origine da castagni appartenenti ad ecotipi autoctoni ed è stata propagata nel tempo dai produttori locali per via agamica.
La zona geografica di produzione, influenzata dall'ambiente benacense, è caratterizzata da clima temperato-umido, con terreni acidi, tendenzialmente sciolti, non superficiali sui quali il prodotto esprime le proprie peculiari caratteristiche.